# Carmen Bunaciu
Carmen Bunaciu (n. 15 septembrie 1961, Sibiu, România) este o fostă înotătoare de performanță ce a câștigat patru medalii de bronz la 100 m și 200 m spate. 

## Carieră
În anul 1968 ea a început să înoate la CSȘ Sibiu iar în 1974 s-a mutat la București. Are înălțimea de 1,91 m și greutatea de 78 kg. În 1977 a devenit prima atletă română ce a înotat 100 m sub un minut. Ea s-a antrenat la Dinamo București 12 ani.
A participat la Campionatele Europene și Mondiale din 1977–1982. De asemenea, a concurat la Jocurile Olimpice din 1980 și 1984 și s-a clasat pe locul 4 de trei ori. Pe durata carierei ei a câștigat 70 de titluri naționale și a avut 39 de recorduri naționale. Ea înoată și astăzi zilnic.

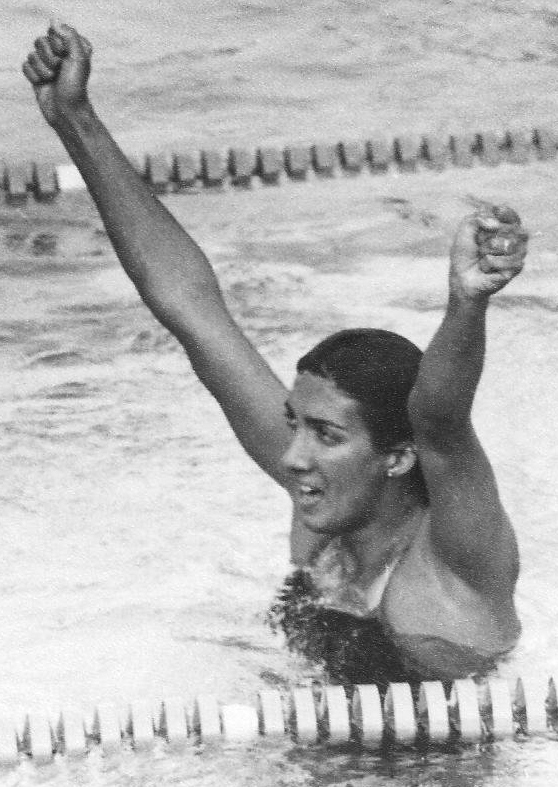
Bunaciu circa 1980
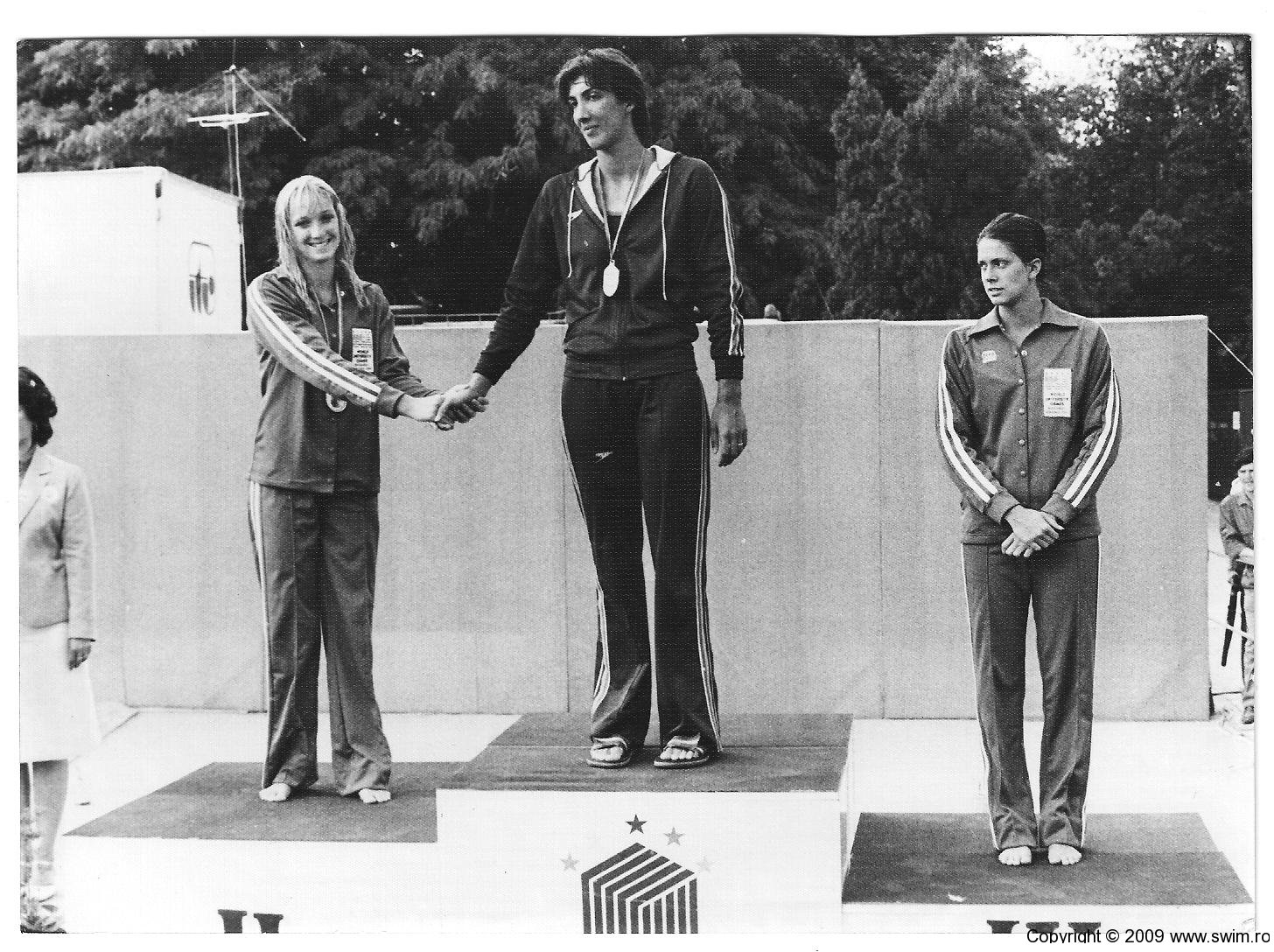
La Universiada din 1981
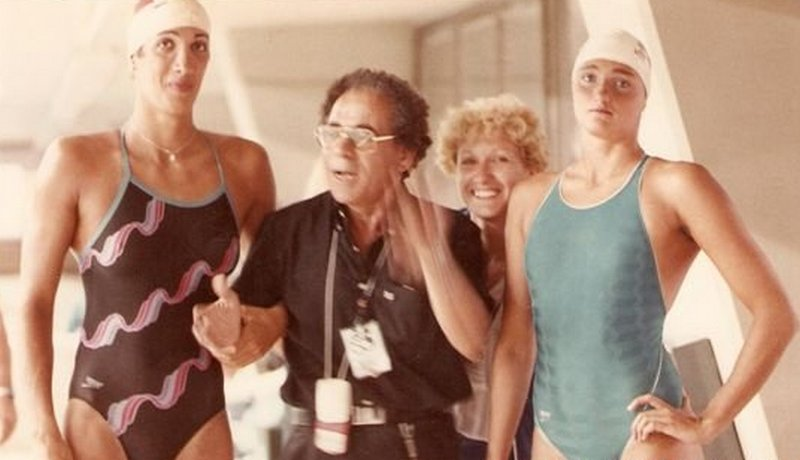
Cu Cristina Sopterian și Anca Pătrășcoiu la Campionatul European din 1985

## Distincții
- Medalia „Meritul Sportiv” clasa I (15 aprilie 1981) „pentru rezultatele deosebite obținute la Jocurile olimpice de vară de la Moscova — 1980, precum și pentru contribuția adusă la dezvoltarea activității sportive și la creșterea prestigiului sportului românesc pe plan internațional”[7]